# Xavier Philippe
Xavier Philippe (* 22. November 1980 in Amiens, Frankreich) ist ein ehemaliger französischer Ruderer.

## Karriere
Im Alter von 18 Jahren sammelte Philippe erste internationale Erfahrung bei der Teilnahme an den Junioren-Weltmeisterschaften 1998 im österreichischen Linz. Im Doppelzweier konnte er dabei eine Bronzemedaille mit Alexandre Belgy gewinnen. Von 2000 bis 2002 wurde er danach dreimal bei den damals noch inoffiziellen Weltmeisterschaften der U23-Altersklasse eingesetzt, wo er Silber im Doppelzweier 2001 und Gold im Doppelvierer 2002 gewann.
Mit der Nachwuchsmannschaft der Saison 2002 im Doppelvierer konnte Philippe auch erstmals beim Weltcup in der offenen Altersklasse starten. Mit Julien Desprès, Jonathan Coeffic und Frédéric Doucet erreichte er dabei zweimal das B-Finale, was dem Quartett auch bei den altersoffenen Weltmeisterschaften 2002 gelang. Im Folgejahr wurde in der Mannschaft Desprès durch Frédéric Perrier ersetzt und mit Platz 8 bei den Weltmeisterschaften in Mailand auch die Qualifikation für die Olympischen Sommerspiele 2004 geschafft. Mit einer weiteren Umbesetzung – für Doucet rückte Cédric Berrest in die Mannschaft – ging das französische Skull-Großboot in Athen an den Start, schied dort aber als einzige Mannschaft im Hoffnungslauf aus. Sie belegte damit den 13. und letzten Gesamtrang.
In der Saison 2006 versuchte Philippe nach einem Jahr Pause ein Comeback. Er wurde noch einmal beim Weltcup im Achter gemeldet, die Mannschaft ging bei der Regatta im polnischen Posen aber nicht an den Start. Da er für die Weltmeisterschaften im britischen Eton nicht berücksichtigt wurde, beendete Philippe nach der Saison seine Karriere im internationalen Rudersport.
Philippe startete für den Verein Sport Nautique d’Amiens in seiner Heimatstadt. Bei einer Körpergröße von 1,91 m betrug sein Wettkampfgewicht rund 97 kg.